# Caccobius scheuerni
Caccobius scheuerni är en skalbaggsart som beskrevs av Yves Cambefort 1990. Caccobius scheuerni ingår i släktet Caccobius och familjen bladhorningar. Inga underarter finns listade.